# رؤیا کلاتی
سیده رؤیا کلاتی (زادهٔ ۱۳۷۵) بازیکن فوتسال اهل ایران و عضو تیم ملی فوتسال زنان ایران است.
او که ابتدا فوتبالیست بود و سابقهٔ دعوت شدن به اردوهای تیم ملی فوتبال زیر ۱۹ سال زنان ایران را هم دارد، در نهایت فوتبال را رها کرد و به فوتسال مشغول شد.
کلاتی اهل مشهد است. او در سال ۱۳۹۸ مدرک کارشناسی ارشد مدیریت ورزشی را از دانشگاه فردوسی مشهد گرفت و اکنون (سال ۱۴۰۰) دانشجوی دکتری همان رشته در دانشگاه تهران است.